# Landesregierung Steinböck IV
Die Landesregierung Steinböck IV bildete die Niederösterreichische Landesregierung während der ersten Hälfte der VII. Gesetzgebungsperiode. Die Amtszeit der Landesregierung Steinböck dauerte vom 4. Juni 1959 bis zum Tod von Landeshauptmann Johann Steinböck am 14. Jänner 1962 bzw. bis zur Angelobung der Landesregierung Figl II unter Landeshauptmann Leopold Figl am 31. Jänner 1962. Nach der Landtagswahl vom 10. Mai 1959 stellte die Österreichische Volkspartei (ÖVP) vier Regierungsmitglieder, die Sozialdemokratische Partei Österreichs (SPÖ) stellte 3 Regierungsmitglieder. Während der Amtsperiode der Regierung Steinböck IV kam es zu mehreren Änderungen in der Zusammensetzung der Landesregierung. Nach dem Tod von Landeshauptmannstellvertreter August Kargl (ÖVP) am 6. Jänner 1960 wurde der bisherige Landesrat Viktor Müllner am 28. Jänner 1960 als Landeshauptmannstellvertreter angelobt. Gleichzeitig rückte an diesem Tag Rudolf Hirsch als Landesrat nach. Nachdem Landesrat Felix Stika sein Amt am 15. Juni 1960 zurückgelegt hatte, wurde Otto Tschadek am 23. Juni 1960 als Nachfolger angelobt. Franz Popp (SPÖ) legte sein Amt als Landeshauptmannstellvertreter am 12. Oktober 1960 nieder, woraufhin Otto Tschadek am 13. Oktober 1960 zum Landeshauptmannstellvertreter aufrückte. Als neuer Landesrat wurde am 13. Oktober zudem Emil Kuntner angelobt.

## Regierungsmitglieder
| Amt | Name             | Partei | Ressorts |
| --- | ---------------- | ------ | -------- |
| Landeshauptmann                                                                                             | Johann Steinböck | ÖVP    |          |
| Landeshauptmannstellvertreter am 28. Jänner 1960 vom Landesrat zum Landeshauptmannstellvertreter gewählt    | Viktor Müllner   | ÖVP    |          |
| Landeshauptmannstellvertreter ab 23. Juni 1960 Landesrat, ab 13. Oktober 1960 Landeshauptmannstellvertreter | Otto Tschadek    | SPÖ    |          |
| Landesrat ab 28. Jänner 1960                                                                                | Rudolf Hirsch    | ÖVP    |          |
| Landesrat                                                                                                   | Johann Waltner   | ÖVP    |          |
| Landesrat ab 13. Oktober 1960                                                                               | Emil Kuntner     | SPÖ    |          |
| Landesrat                                                                                                   | Emmerich Wenger  | SPÖ    |          |
| Vorzeitig ausgeschiedene Mitglieder der Landesregierung                                                     |                  |        |          |
| Landeshauptmannstellvertreter am 28. Jänner 1960 verstorben                                                 | August Kargl     | ÖVP    |          |
| Landeshauptmannstellvertreter bis 12. Oktober 1960                                                          | Franz Popp       | SPÖ    |          |
| Landesrat bis 15. Juni 1960                                                                                 | Felix Stika      | SPÖ    |          |